# Steven Gardiner
Steven Gardiner (Abaco, 12 de setembro de 1995) é um atleta bahamense, campeão olímpico dos 400 metros rasos.
Em 2019, ele venceu os 400 m no Campeonato Mundial de Atletismo de Doha, no Qatar, terminando à frente do favorito americano Fred Kerley em um recorde nacional de 43.48, o que também o tornou o sexto homem mais rápido da história nesta prova. Em Tóquio 2020 sagrou-se campeão olímpico nos 400 metros.